# Hugo Grau
Hugo Grau (* 15. April 1899 in Marktl; † 27. Juni 1984 in Weilheim (Oberbayern)) war ein deutscher Veterinäranatom.

## Leben
Grau war Schüler von Hermann Baum am Veterinär-Anatomischen Institut der Veterinärmedizinische Fakultät der Universität Leipzig. Im November 1933 unterzeichnete er das Bekenntnis der deutschen Professoren zu Adolf Hitler. 1935 bis 1938 lehrte er im Auftrag der persischen Regierung als Ordinarius für Veterinäranatomie in Karadsch bei Teheran und half mit, die dortige veterinärmedizinische Bildungsstätte aufzubauen.
1953 bis 1964 war er Professor für Anatomie, Histologie und Entwicklungslehre an der Universität München. Grau initiierte den Neubau der Tieranatomie in München und die Trennung in zwei Lehrstühle. Er war Mitbegründer der World Association of Veterinary Anatomists und der European Association of Veterinary Anatomists.
Grau wurde am 14. Mai 1965 mit dem Bayerischen Verdienstorden ausgezeichnet.

## Werke
- Grundriss der Histologie und vergleichenden mikroskopischen Anatomie der Haussäugetiere (mit Peter Walter), 1968
- Lehrbuch der Histologie und vergleichenden mikroskopischen Anatomie der Haustiere (mit Otto Krölling), 101960

## Ehrungen
- Bayerischer Verdienstorden (1965)
- Ehrendoktorwürde der Universität Turin (1969)
- Bundesverdienstkreuz 1. Klasse (1981)

## Privates
Hugo Grau war verheiratet. Er hatte keine Kinder.